# Holobani
Holobani – wieś w Rumunii, w okręgu Alba, w gminie Lupșa. W 2011 roku liczyła 9 mieszkańców.